# Caso Matesa
El caso Matesa, también conocido como el escándalo Matesa, fue uno de los escándalos político-económicos más importantes de España, durante la última etapa del franquismo.

## El fraude
El escándalo estalló el 23 de julio de 1969 cuando Víctor Castro Sanmartín, director general de Aduanas, denunció a Matesa, Maquinaria Textil del Norte S.A. ante el Tribunal de delitos monetarios, que intervino la empresa y encarceló al principal accionista de la sociedad, Juan Vilá Reyes, así como a otros accionistas y directivos. Al parecer Matesa, fundada en 1956 como una empresa familiar, mantenía una deuda de 10 000 millones de pesetas con un banco público (el Banco de Crédito Industrial, dirigido por José González Robatto). La empresa había adquirido en 1957 la patente francesa Ancet-Fayolle de un telar sin lanzadera (presentado por primera vez en la Feria Textil de Lyon y rebautizado por la empresa como Iwer), capaz de tejer cualquier clase de material, desde papel hasta fibra de vidrio. 
La empresa desarrolló más de 100 patentes y depósitos y las ofreció en el exterior, iniciando una expansión internacional. La verdadera dimensión de la pretendida expansión internacional de la compañía mediante exportaciones de dicho telar quedó al descubierto con la visita a España del Ministro argentino de Industria: se comprobó que solo se habían vendido 120 de los 1500 telares que se habían enviado a la Argentina sin comprador a fin de cobrar los créditos a la exportación a través del citado banco. Para ello, manipularon documentos y realizaron salidas ilegales de capitales por algunos miles de millones de pesetas. El caso Matesa supuso que todos los créditos quedaran congelados y, en concreto, el Banco de Crédito Industrial, que entre otras cosas aportaba las ayudas al cine español, cerró.

## Pérdidas del Estado
Según informaba el diario El País en 1983, la comisión liquidadora, creada para intentar recobrar los 9800 millones de pesetas en créditos y 1300 en intereses que debía Matesa al Banco de Crédito Industrial al estallar el escándalo, consiguió únicamente 6900 millones de pesetas al valor de 1983, procedente fundamentalmente de las entidades de seguros. No se pudo cobrar nada de Matesa, ni prácticamente nada de Vilá Reyes.

## Proceso judicial
El proceso supuso a Vilá Reyes las siguientes condenas:
- Multa de 21 000 000 de pesetas impuesta por el Tribunal Especial de Delitos Monetarios en octubre de 1967 por un delito de evasión probada de 103,5 millones de pesetas.
- Multa de 1658 millones y tres años de prisión impuesta por el mismo Tribunal en mayo de 1970 y confirmada por el Tribunal Económico-Administrativo Central en enero de 1972. En virtud de indulto de septiembre de 1971, concedido por el general Franco, se le condonó el pago de la multa y el cumplimiento de una cuarta parte de la pena de prisión. El indulto le fue concedido antes incluso de la confirmación de la sentencia.
- En mayo de 1975 la Audiencia Provincial de Madrid lo condenó por dos delitos de estafa por 8933 y 590 millones de pesetas respectivamente (el equivalente a 1263 millones de euros del año 2013)[3]por 417 delitos de falsedad en documento mercantil y cuatro de cohecho activo. Se le impuso una pena de más de 223 años de prisión y 9600 millones de pesetas de indemnizaciones o multas, 1600 al proprio Reyes. Además, fueron condenados 47 colaboradores y 10 extranjeros, entre ellos 4 portugueses; Jorge Farinha Piano, el presidente del Banco Viseense y 3 empleados de la PIDE/DGS portuguesa.[4]La condena fue confirmada por el Tribunal Supremo en febrero de 1976. Esto tuvo consecuencias mínimas ya que Vilá Reyes fue indultado por el recién proclamado rey Juan Carlos I, saliendo de la cárcel el 2 de diciembre de 1975, tras estar seis años y medio en prisión preventiva.[5]

El proceso judicial que se produjo también declaró la condena de sus colaboradores más inmediatos y algunos empleados del Banco de Crédito Industrial acusados de negligencia o cohechos por agilizar los trámites en la concesión de créditos oficiales.
La corrupción o negligencia no salpicó a nadie más, pues los tres exministros (Mariano Navarro Rubio, Juan José Espinosa San Martín y Faustino García Moncó) y otros altos cargos inicialmente procesados quedaron libres por el indulto de Franco y posteriormente solo comparecieron como testigos. De sus declaraciones se desprendía que viajaron al extranjero invitados por Matesa a visitar fábricas y que sospechaban o conocían las irregularidades desde un período que oscila entre seis meses y dos años antes de divulgarse el asunto. También quedó probado que Matesa empezó a recibir créditos oficiales en 1964 y que llegó a recibir casi una cuarta parte de los recursos anuales del Banco de Crédito Industrial. Dicho indulto instó a Mariano Navarro Rubio a escribir El caso Matesa (Madrid, 1978), ya que consideró que no se le había dado opción a defender su inocencia.
Matesa fue embargada en el año 1969, después del escándalo. Desde aquel año la empresa continuó sus actividades industriales, bajo el control de un administrador judicial hasta marzo de 1983 en que fue subastada por 66 000 pesetas y adjudicada a una sociedad laboral formada por antiguos empleados de la misma, siendo nombrado director general de esta nueva empresa su antiguo propietario Vilá Reyes.

## Consecuencias políticas
Lo que convirtió el caso en excepcional fue el tratamiento de la prensa, que al amparo de la Ley de Prensa de 1966 impulsada por Manuel Fraga desde el Ministerio de Información y Turismo, fue incitada a tratar particularmente este asunto con entera libertad durante un par de meses. En especial se destacó la revista SP.
También fue excepcional la creación de una comisión de investigación en las Cortes, que elaboró un informe con conclusiones muy duras para tres exministros (Mariano Navarro Rubio, Juan José Espinosa San Martín, de Hacienda, y Faustino García Moncó, de Comercio) y para un cuarto aún en activo (López Rodó), que posteriormente serían encausados por negligencia por el Tribunal Supremo (no así el ministro en activo). Las razones fueron el enfrentamiento entre dos sectores del gobierno, denominados azules y tecnócratas.
Fraga aprovechó el caso Matesa para hacer daño a los tecnócratas, varios de los cuales estaban implicados, y como ministro portavoz favoreció la publicidad del caso. El final de la crisis gubernamental se produjo el 29 de octubre de 1969 con un profundo reajuste ministerial, siendo sustituidos 13 de los 18 ministros. Franco tomó una medida salomónica destituyendo tanto a los ministros corruptos como a los que dieron publicidad al tema: tecnócratas como los ya mencionados García Moncó (Comercio) y Espinosa San Martín (Hacienda), por un lado; y azules como el propio Manuel Fraga (Información) y José Solís (Movimiento). Sin embargo, esta decisión no impidió que los hombres de López Rodó fueran en ascenso y once miembros de este nuevo Consejo de Ministros, llamado "gobierno monocolor", estarían relacionados, en mayor o menor medida, con el Opus Dei.

## El caso Matesa y el Opus Dei
Para exculpar a la organización católica Opus Dei, se cita un artículo de José María Gil-Robles, dirigente de la CEDA durante la Segunda República Española, que actuó de abogado de Vilá Reyes en el proceso judicial. El artículo fue publicado en El Correo de Andalucía el 17 de septiembre de 1978 y del mismo se expone a continuación un fragmento:

A causa de esto, en vez de averiguar lo que pasaba, se apresuró a desbancar a los "azules" y a confirmar en sus puestos a los elementos del Opus, de los cuales he de decir que, en conciencia, aunque esa entidad no me sea simpática, no cometió ninguna irregularidad, y menos inmoralidad.

En la misma página se expone:

Pero el caso siguió adelante, en los medios de comunicación, así como en una Comisión especial de las Cortes Españolas (el parlamento del régimen de Franco, en el que lógicamente predominaban los azules), en el Juzgado Especial de Delitos Monetarios, y finalmente en la Audiencia provincial de Madrid y en el Tribunal Supremo. En estas diversas instancias, ningún miembro del Opus Dei, de los implicados en el asunto, fueron acusados ni condenados por dolo. Su honorabilidad sería reconocida públicamente, incluso, por Gil-Robles, abogado de Vilá Reyes, a pesar de la escasa simpatía que tenía por el Opus Dei. También lo reconoció así el propio Franco, aunque bien a su modo: cuando los tres ex ministros fueron encausados por el Tribunal Supremo, y para evitar que el affaire siguiera adelante, con desprestigio del Régimen, les indultó antes de que hubiera sentencia. Sólo Mariano Navarro Rubio consideró que debía dejar clara su inocencia, y escribió un extenso y detenido libro (El caso Matesa, Madrid, 1978).

La vinculación de Vilá Reyes con los ministerios económicos a través del Opus Dei es una parte importante del escándalo. Las relaciones de las llamadas familias del franquismo se remontaba a los primeros años de la Dictadura tras la guerra civil (cuando el régimen oscilaba entre el nacionalcatolicismo y el nacionalsindicalismo). La derrota del Eje en la Segunda Guerra Mundial y los intentos de superar el aislamiento internacional de los años cuarenta condujeron al triunfo definitivo de los católicos, evidente desde 1959 (Plan de Estabilización y subsiguientes Planes de Desarrollo).
No obstante es importante señalar que el Opus Dei mantenía posiciones en los dos bandos (empezando por el funcionario de aduanas que lo descubrió), lo que puede ayudar a entender la salomónica solución que Franco dio al asunto, pues aparte de los encausados, salieron del gobierno dos ministros identificados como sus adversarios: el propio Fraga y José Solís Ruiz, conocido como la Sonrisa del Régimen. El propio Vilá Reyes negaba su condición de miembro del Opus Dei o la vinculación de este con sus negocios.
El escritor y periodista César Vidal considera que la maniobra de Vilá Reyes constituía una práctica generalizada en la época, e incluso especula con la posibilidad de que la actividad de Matesa podía haber sido sostenible de no haberse interrumpido.